# Gottfried Reyger
Gottfried Reyger  (* 4. November 1704 in Danzig; † 29. Oktober 1788 ebenda) war ein deutscher Botaniker und Naturforscher. Sein offizielles botanisches Autorenkürzel lautet „Reyger“.
Reyger kam aus einer wohlhabenden Kaufmannsfamilie in Danzig (sein Onkel war Bürgermeister) und studierte am Akademischen Gymnasium Danzig und Jura an der Universität Halle. Daran schloss sich wie damals für Studenten aus wohlhabenden Kreisen üblich eine Kavalierstour durch Europa an (Niederlande, England, Frankreich). In Danzig widmete er sich dann nach 1734 wissenschaftlichen Studien. Er war 1743 Mitgründer der Naturforschenden Gesellschaft in Danzig.

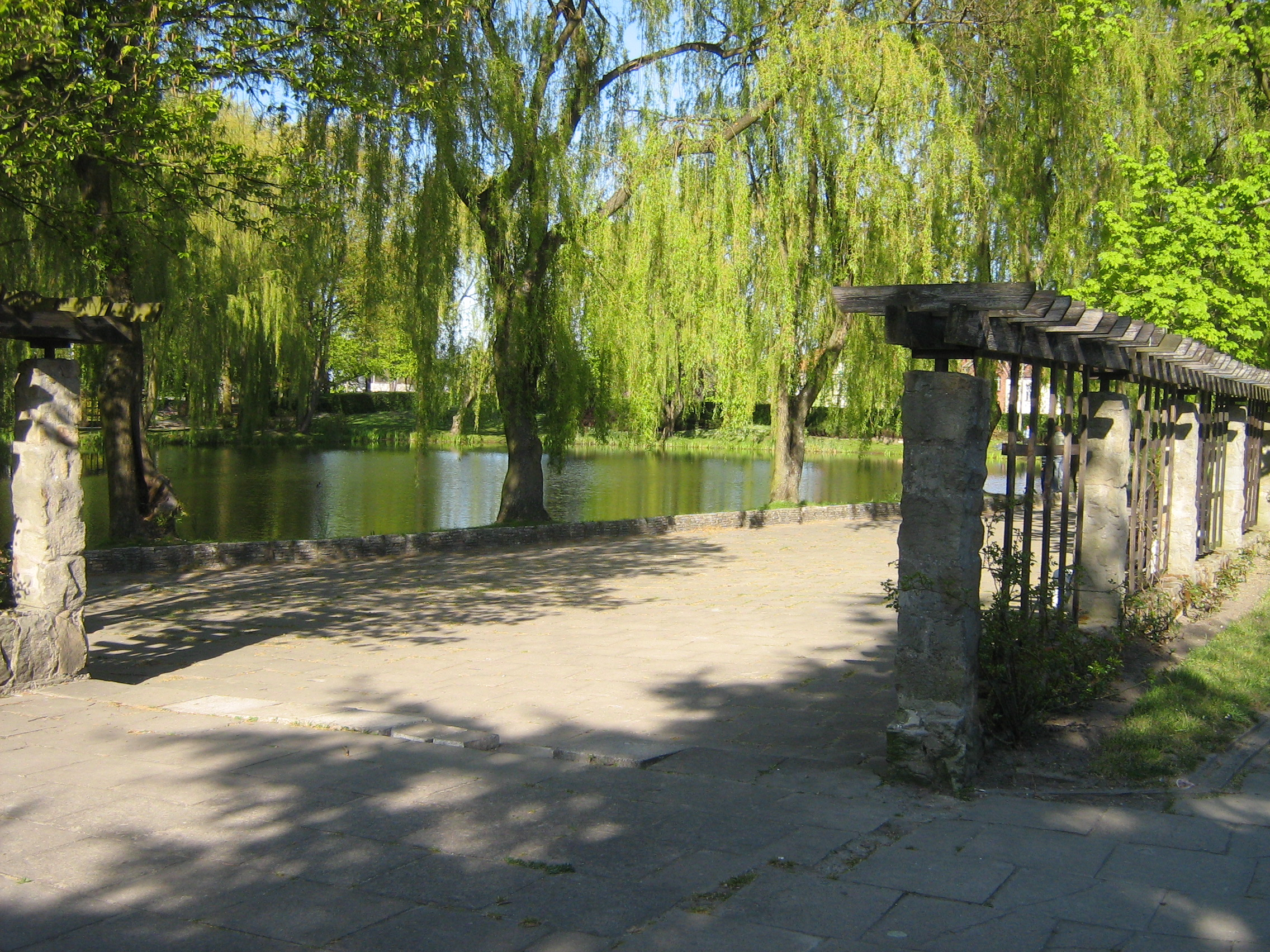
Orunski Park, Danzig

1764 und 1766 veröffentlichte er eine Flora der Umgebung von Danzig nach dem System von Carl von Linné, zunächst in Latein und 1768 in Deutsch. Da er auch einige Beobachtungen von Vorgängern (Nikolaus Oelhafen, Jakob Breyne) übernahm, schlichen sich auch Fehler ein. An dem Werk arbeiteten auch der Pastor Johann  Reinhold Forster und dessen Sohn Georg Forster mit. Insgesamt führte er rund 630 Arten auf.
Er befasste sich auch mit Meteorologie (er hinterließ kontinuierliche Wetterbeobachtungen von 1721 bis 1786), Zoologie (Ornithologie) und Astronomie.
Er legte ab 1780 einen botanischen Garten auf seinem Besitz an, den heutigen Park Oruński (ehemals Hoenepark).

## Schriften
- Herausgeber von: Jacob Theodor Klein: Verbesserte und vollständigere Historie der Vögel, herausgegeben von Gottfried Reyger, itzigem Vicedirector der Naturforschenden Gesellschaft. Schuster, Danzig 1760. (Digitalisat)
- Tentamen florae Gedanensis methodo sexuali accomodatae. 2 Bände. Danzig, 1764, 1766, (Biodiversity Heritage Library)
- Die um Danzig wildwachsende[!] Pflanzen nach ihren Geschlechtstheilen geordnet und beschrieben. Danzig 1768. (Biodiversity Heritage Library)
- Die Beschaffenheit der Witterung in Danzig vom Jahr 1722 bis 1769 beobachtet nach ihren Veränderungen und Ursachen erwogen, und mit dem Wetter an andern Orten verglichen. Wedel, Danzig/Leipzig 1770. (Digitalisat)
- Die Beschaffenheit der Witterung in Danzig, vom Jahr 1722 bis 1769 beobachtet, nach ihren Veränderungen und Ursachen erwogen, und mit dem Wetter an andern Orten verglichen. Wedel, Danzig/Leipzig 1770. (Digitalisat)
- Die Beschaffenheit der Witterung in Danzig. T. 2. Vom Jahr 1770 bis 1786, nebst Zusätzen zur Danziger Flora. Wedel, Danzig 1788. (Digitalisat)